# Église San Marco de Milan
L'église San Marco est une église située dans la ville de Milan en Lombardie.

## Histoire

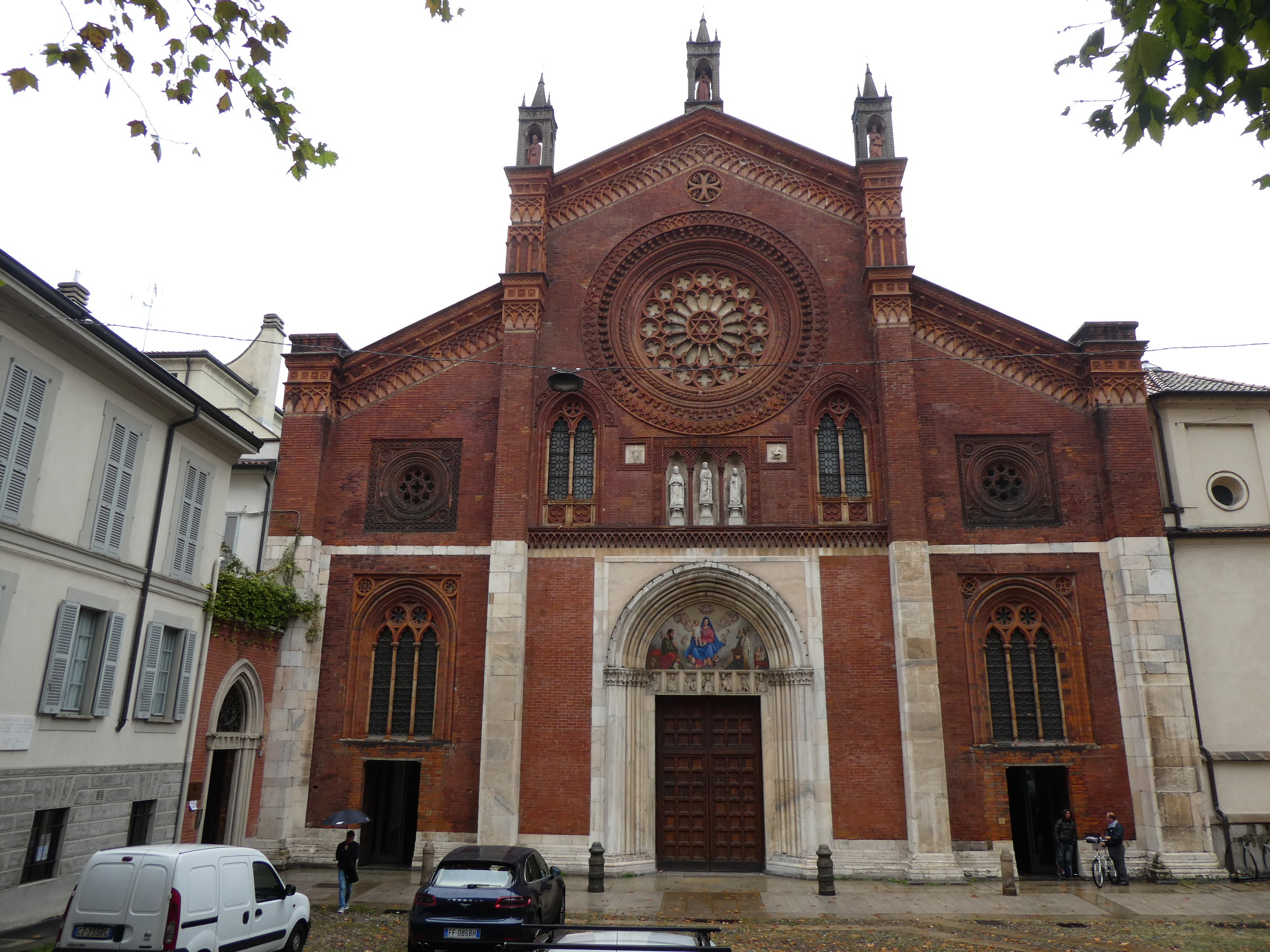
Façade occidentale

D'après la tradition, l'église est dédiée à saint Marc, le saint patron de Venise, à cause de l'aide accordée par cette ville aux Milanais dans la guerre contre Frédéric Barberousse au XIIe siècle. La première mention de l'église remonte à 1254, quand les religieux augustins construisirent un édifice gothique en réutilisant les fondations de la construction précédente.
La structure a été profondément remaniée dans le style baroque au XVIIe siècle, elle était à cette époque la plus grande église après le dôme.
Au début des années 1770, Mozart a séjourné pendant trois mois dans le monastère Saint-Marc attenant. Le 22 mai 1874, le premier anniversaire de la mort du poète milanais Alessandro Manzoni a été célébrée dans l'église avec la première représentation du Requiem de Giuseppe Verdi, écrit en son honneur.

## Art et architecture

### Extérieur
La façade, qui a fait l'objet d'une restauration en 1871 par Carlo Maciachini, comporte le portail original en marbre avec tympan, une galerie de petits arcs, la rosace et trois statues de saints attribués à Giovanni di Balduccio (« Maître de Viboldone ». Dans le tympan se trouve une mosaïque représentant une Vierge à l'Enfant parmi les saints, une copie de l'original réalisé par Angelo Inganni.
Le campanile, qui date du XIVe siècle, a été restauré et complété en 1885.

### Intérieur
L'intérieur de l'édifice est en style baroque. Il comporte une seule nef, deux bas-côtés et diverses chapelles :
- Dans la première chapelle à droite se trouvent les fresques réalisées par Giovanni Paolo Lomazzo.
- Dans le transept droit, une fresque des « Fiammenghini »[2],[3] : Le pape Alexandre IV instituant l'ordre des Augustins. Une Crucifixion du XIVe siècle attribuée à Anovelo da Imbonate, découverte en 1956.

Les bras droit du transept abritent également plusieurs sarcophages du milieu du XIVe siècle, dont le tombeau de Lanfranco Settalo, conseiller de l'archevêque Giovanni Visconti, une œuvre de Giovanni di Balduccio.
À proximité de la sortie postérieure se trouve une pierre tombale du XVIe siècle ainsi qu'une fresque de Fiammenghini représentant L'Ange de la Résurrection (XIVe siècle).
Sur les parois latérales du presbytère se trouvent deux toiles :
- La Dispute de saint Ambroise et saint Augustin de Camillo Procaccini ;
- Le Baptême de saint Augustin de Giovanni Battista Crespi.

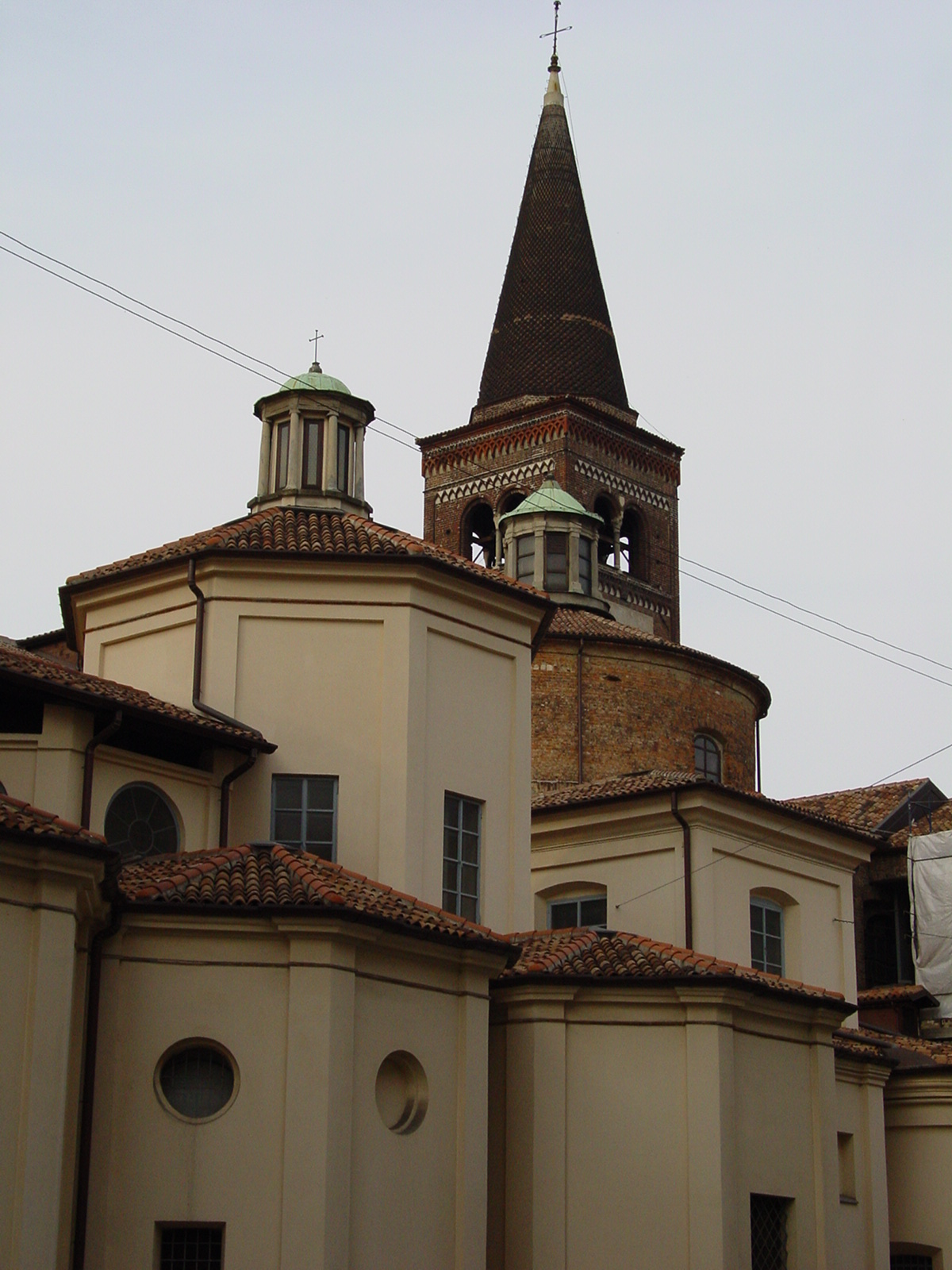
Le clocher.
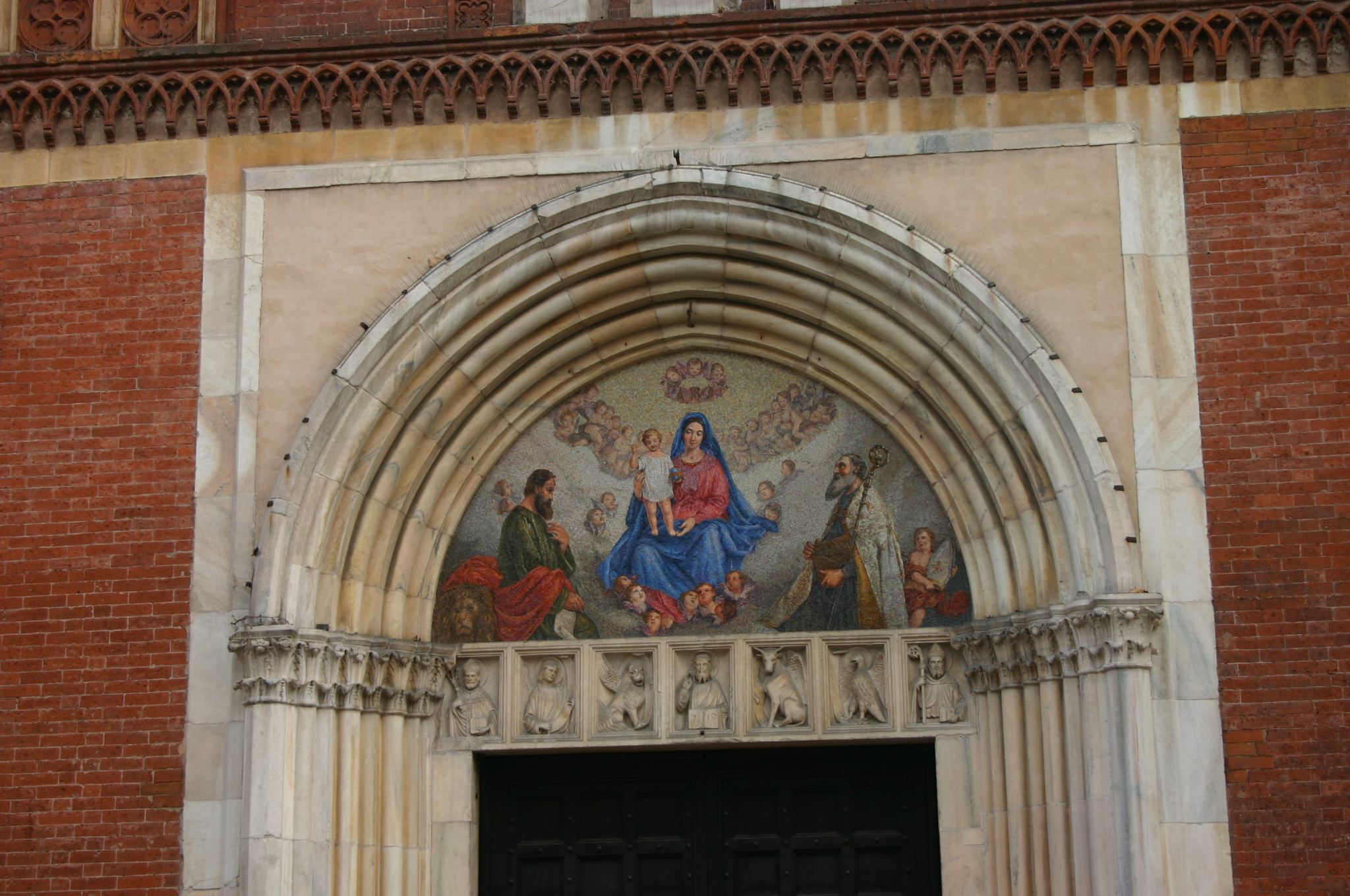
Tympan du portail central.
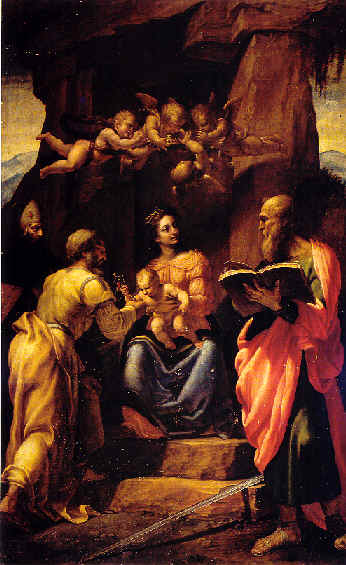
Vierge à l'Enfant avec des saints, Giovanni Paolo Lomazzo.
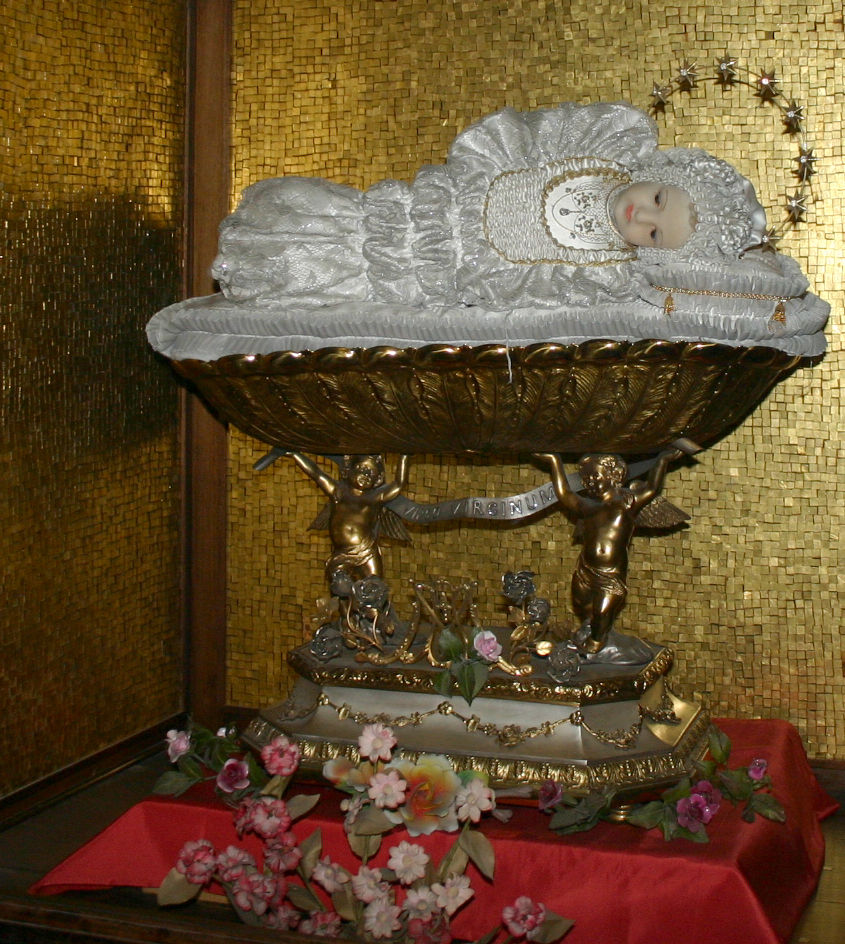
Statue de cire de Marie Enfant, XIXe siècle, nef gauche.
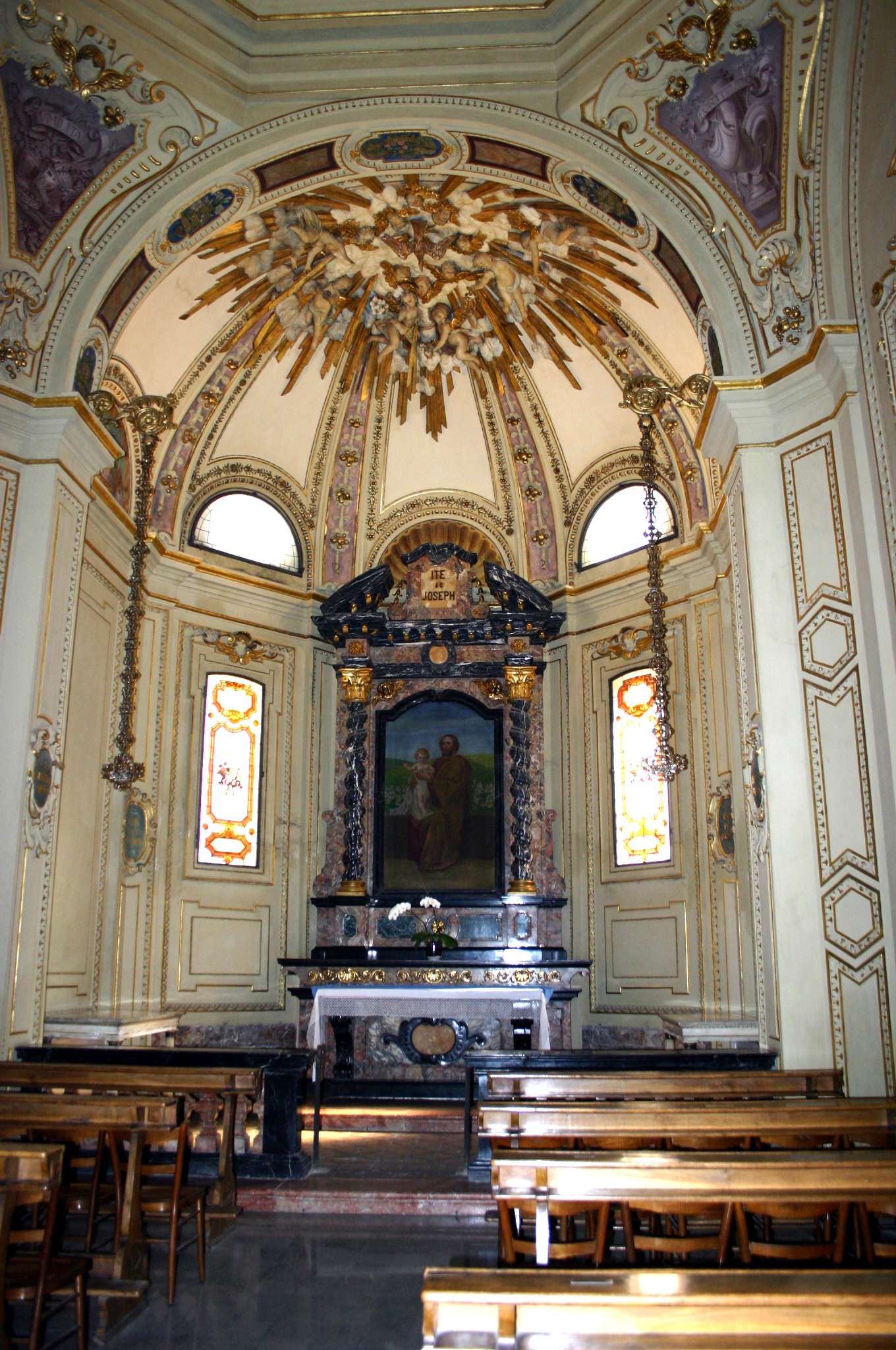
La chapelle Saint-Joseph.
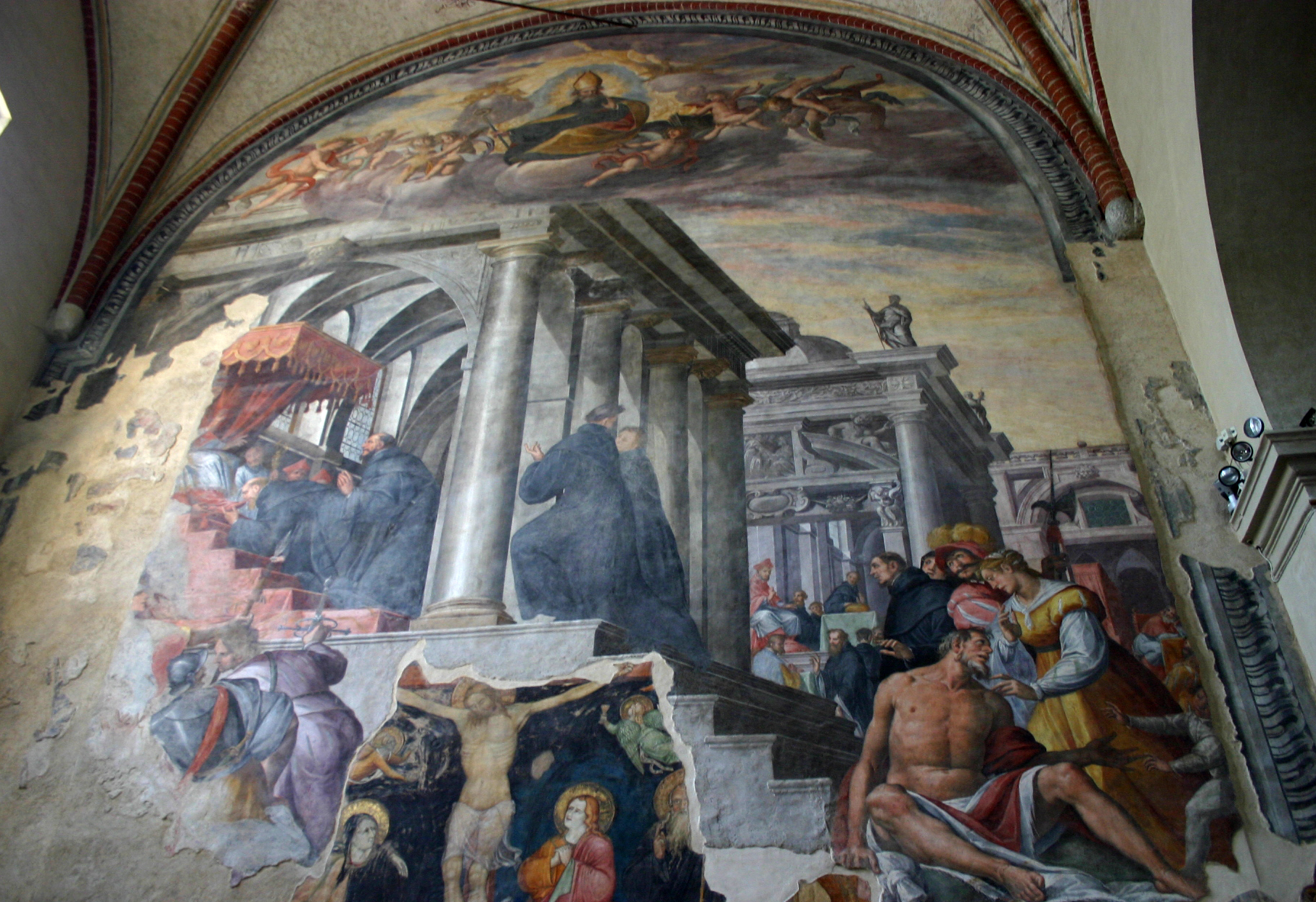
Fresque des « Fiammenghini ».